# Gustav Behr
Heinrich Gustav Behr (* 9. Februar 1817 in Schleiz; † 17. August 1881 in Gera) war ein deutscher Arzt und Politiker.

## Leben
Behr war der Sohn des Archidiaconus Heinrich Gottlob Behr in Schleiz und dessen Ehefrau Wilhelmine Louise geborene von Geldern-Crispendorf. Er war evangelisch-lutherischer Konfession und heiratete am 27. April 1847 in Schleiz die Cousine der Mutter Hedwig Weißker (* 12. November 1811 in Schleiz; † 18. September 1883 in Gera), die Tochter des Justizrates Friedrich Christian Weißker aus Schleiz. Dr. Hermann Behr war ein Bruder, Albrecht Weißker, Moritz Weißker, Otto Weißker, Gustav Knoch und Karl Zeuner sind Schwäger, Heinrich Weißker ist ein Neffe.
Behr war als Kleinkind sehr kränklich und wuchs zunächst bei den Großeltern auf Rittergut Crispendorf auf. Danach erhielt er Unterricht durch den Vater, bevor er 1824 in die Sexta des Gymnasiums "Rutheneum" in Schleiz eingeschult wurde. Nach dem Abitur Ostern 1835 studierte er bis 1839 in Leipzig und ab 1837 in Jena Medizin. 1839 wurde er zum Thema Keratitis interna punctata zum Dr. med. promoviert und ließ sich im gleichen Jahr als praktischer Arzt in Tanna nieder. Seit 1849 war er Arzt in Gera. 1849 bis 1851 war er auch Mitglied des Sparkassendirektoriums in Gera.
Bereits im Studium in Jena war er in der Burschenschaftsbewegung aktiv. In der Märzrevolution war er 1848 einer der Führer der Demokraten und politischer Freund von Karl Wartenburg. Wie dieser wurde er Mitglied der Deutschen Fortschrittspartei (DFP). Er war Mitglied und Gründer verschiedener Vereine, darunter 1868 des Konsumvereins Gera. Im Deutsch-Französischen Krieg war er 1870/71 Vorstandsmitglied des "Geraer Comites zur Verpflegung erkrankter und verwundeter Krieger".
Vom 20. November bis zum 15. Dezember 1848 (als Vertreter von Gustav Knoch), vom 27. August 1849 bis zum 26. November 1851 und vom 31. Oktober 1871 bis zum 17. August 1881 war er Abgeordneter im Landtag Reuß jüngerer Linie. Von 1871 bis 1877 und 1880 bis 1881 war er Alterspräsident. Mindestens von 1864 bis 1866 war er Mitglied im Gemeinderat von Gera.
Er war Autor einer Reihe von medizinischen und lokalhistorischen Aufsätzen.